# Татанов, Айбек
Айбек Татанов (18 мая 1982) — киргизский футболист, защитник, футбольный тренер. Главный тренер клуба «Алай».

## Карьера
Воспитанник ошского футбола. В качестве футболиста более 10 лет выступал на позиции защитника за ошские «Динамо-Алай»/«Динамо-УВД» и «Алай», был капитаном команды. Также в начале карьеры играл за «Жаштык-Ак-Алтын» (Кара-Суу).
С 2013 года работает в «Алае» на административных и тренерских должностях, был помощником Владимира Кулагина, Бориса Стрельцова и Владимира Власичева. Несколько раз, в том числе в июле-августе 2014 года и в начале 2016 года исполнял обязанности главного тренера клуба. В ряде источников назывался главным тренером «Алая» и в дальнейшем, в ходе сезонов 2016—2018 годов, по другим сведениям, в этот период был ассистентом играющего главного тренера Бакытбека Маматова. По состоянию на лето 2018 год был главным тренером «Алая-2», когда получил полугодичную дисквалификацию за нарушения при оформлении заявочных документов.